# National Professional Soccer League (1990)
La National Professional Soccer League, spesso indicata con la sigla NPSL II per distinguerla dall'omonima lega calcistica del 1967, fu una lega professionistica di indoor soccer attiva dal 1984 al 2001. Dal 1984 fino al 1989 il suo nome era American Indoor Soccer Association, assunse poi nel 1990 il suo nome definitivo.

## Storia
Nel 1984 il fallimento della North American Soccer League aveva portato con sé anche la chiusura del campionato indoor organizzato da quella lega. L'indoor soccer però, grazie anche al successo della Major Indoor Soccer League, stava vivendo un momento di grande popolarità, così in quello stesso anno sei investitori decisero di avviare altrettanti club nel Midwest degli Stati Uniti, portando alla nascita della "American Indoor Soccer Association" (AISA).
Nei suoi primi anni l'AISA fu sicuramente una lega di livello minore rispetto alla MISL, ma nel 1990 il nuovo commissioner Steve Paxos decise una strategia più aggressiva: venne cambiato nome alla lega in National Professional Soccer League, furono ammessi nuovi club in città di dimensioni maggiori e si alzò il livello degli investimenti, per cercare di strappare i migliori giocatori alla lega rivale. Venne anche introdotta una novità regolamentare, in base alla quale i goal davano un numero di punti differente in base alla distanza da cui erano segnati, sull'esempio di quanto avviene nel basket. Queste scelte diedero i loro frutti, visto che la MISL fallì nel 1992 e la NPSL divenne la principale lega indoor del paese.
Nell'estate del 2001 anche la NPSL dovette dichiarare fallimento, ma sei club superstiti decisero di costituire una nuova lega, riprendendo lo storico nome MISL.

## Partecipanti
| Club                   | Città        | Stato        | N° stag. | Dal       | Al        |
| ---------------------- | ------------ | ------------ | -------- | --------- | --------- |
| Atlanta Attack         | Atlanta      | Georgia      | 2        | 1989-1990 | 1990-1991 |
| Baltimore Blast        | Baltimora    | Maryland     | 9        | 1992-1993 | 2000-2001 |
| Buffalo Blizzard       | Buffalo      | New York     | 9        | 1992-1993 | 2000-2001 |
| Canton Invaders        | Canton       | Ohio         | 13       | 1984-1985 | 1996-1997 |
| Chicago Power          | Chicago      | Illinois     | 8        | 1988-1989 | 1995-1996 |
| Chicago Shoccers       | Chicago      | Illinois     | 3        | 1984-1985 | 1986-1987 |
| Cincinnati Silverbacks | Cincinnati   | Ohio         | 3        | 1995-1996 | 1997-1998 |
| Cleveland Crunch       | Cleveland    | Ohio         | 9        | 1992-1993 | 2000-2001 |
| Columbus Capitals      | Columbus     | Ohio         | 2        | 1984-1985 | 1985-1986 |
| Dayton Dynamo          | Dayton       | Ohio         | 8        | 1987-1988 | 1994-1995 |
| Denver Thunder         | Denver       | Colorado     | 1        | 1992-1993 | 1992-1993 |
| Detroit Rockers        | Detroit      | Michigan     | 11       | 1990-1991 | 2000-2001 |
| Edmonton Drillers      | Edmonton     | Alberta      | 5        | 1996-1997 | 2000-2001 |
| Florida Thundercats    | Sunrise      | Florida      | 1        | 1998-1999 | 1998-1999 |
| Fort Wayne Flames      | Fort Wayne   | Indiana      | 3        | 1986-1987 | 1988-1989 |
| Harrisburg Heat        | Harrisburg   | Pennsylvania | 10       | 1991-1992 | 2000-2001 |
| Hershey Impact         | Hershey      | Pennsylvania | 3        | 1988-1989 | 1990-1991 |
| Illinois Thunder       | Rockford     | Illinois     | 2        | 1990-1991 | 1991-1992 |
| Indiana Kick           | Fort Wayne   | Indiana      | 1        | 1989-1990 | 1989-1990 |
| Jacksonville Generals  | Jacksonville | Florida      | 1        | 1987-1988 | 1987-1988 |
| Kalamazoo Kangaroos    | Kalamazoo    | Michigan     | 2        | 1984-1985 | 1985-1986 |
| Kansas City Comets     | Kansas City  | Missouri     | 10       | 1991-1992 | 2000-2001 |
| Louisville Thunder     | Louisville   | Kentucky     | 3        | 1984-1985 | 1986-1987 |
| Memphis Storm          | Memphis      | Tennessee    | 4        | 1986-1987 | 1989-1990 |
| Milwaukee Wave         | Milwaukee    | Wisconsin    | 17       | 1984-1985 | 2000-2001 |
| Montréal Impact        | Montréal     | Québec       | 3        | 1997-1998 | 1999-2000 |
| New York Kick          | Albany       | New York     | 1        | 1990-1991 | 1990-1991 |
| Philadelphia KiXX      | Filadelfia   | Pennsylvania | 5        | 1996-1997 | 2000-2001 |
| St. Louis Ambush       | Saint Louis  | Missouri     | 8        | 1992-1993 | 1999-2000 |
| T.B. Rowdies           | Tampa        | Florida      | 1        | 1986-1987 | 1986-1987 |
| Tampa Bay Terror       | Tampa        | Florida      | 2        | 1995-1996 | 1996-1997 |
| Toledo Pride           | Toledo       | Ohio         | 1        | 1986-1987 | 1986-1987 |
| Toronto Shooting Stars | Toronto      | Ontario      | 1        | 1996-1997 | 1996-1997 |
| Toronto Thunderhawks   | Mississauga  | Ontario      | 1        | 2000-2001 | 2000-2001 |
| Tulsa Ambush           | Tulsa        | Oklahoma     | 1        | 1991-1992 | 1991-1992 |
| Wichita Wings          | Wichita      | Kansas       | 9        | 1992-1993 | 2000-2001 |

## Albo d'oro
| Stagione           | Vincitore          |
| AISA               | AISA               |
| ------------------ | ------------------ |
| 1984-1985 Dettagli | Canton Invaders    |
| 1985-1986 Dettagli | Canton Invaders    |
| 1986-1987 Dettagli | Louisville Thunder |
| 1987-1988 Dettagli | Canton Invaders    |
| 1988-1989 Dettagli | Canton Invaders    |
| 1989-1990 Dettagli | Canton Invaders    |
| NPSL               |                    |
| 1990-1991 Dettagli | Chicago Power      |
| 1991-1992 Dettagli | Detroit Rockers    |
| 1992-1993 Dettagli | Kansas City Attack |
| 1993-1994 Dettagli | Cleveland Crunch   |
| 1994-1995 Dettagli | St. Louis Ambush   |
| 1995-1996 Dettagli | Cleveland Crunch   |
| 1996-1997 Dettagli | Kansas City Attack |
| 1997-1998 Dettagli | Milwaukee Wave     |
| 1998-1999 Dettagli | Cleveland Crunch   |
| 1999-2000 Dettagli | Milwaukee Wave     |
| 2000-2001 Dettagli | Milwaukee Wave     |

### Vittorie per squadra
| Club               | Vittorie | Anni                                                  |
| ------------------ | -------- | ----------------------------------------------------- |
| Canton Invaders    | 5        | 1984-1985, 1985-1986, 1987-1988, 1988-1989, 1989-1990 |
| Cleveland Crunch   | 3        | 1993-1994, 1995-1996, 1998-1999                       |
| Milwaukee Wave     | 3        | 1997-1998, 1999-2000, 2000-2001                       |
| Kansas City Attack | 2        | 1992-1993, 1996-1997                                  |
| Louisville Thunder | 1        | 1986-1987                                             |
| Chicago Power      | 1        | 1990-1991                                             |
| Detroit Rockers    | 1        | 1991-1992                                             |
| St. Louis Ambush   | 1        | 1994-1995                                             |